# Diane Birch
Diane Birch (* 24. Januar 1983 in Michigan) ist eine US-amerikanische Singer-Songwriterin.

## Leben und Karriere
Diane Birch ist die Tochter eines Priesters und verbrachte Teile ihrer Kindheit neben den USA auch in Simbabwe, Südafrika und Australien. Später ließ sie sich in Los Angeles nieder, verbrachte einige Zeit in England und unterschrieb nach ihrer Rückkehr in der Heimat 2009 bei S-Curve Records. Dort erschien noch im selben Jahr ihr Debütalbum Bible Belt, das in den USA auf Anhieb in die Charts kam. Musikalisch erinnert ihre Musik an den Popstil der Singer-Songwriter der 1970er Jahre.

## Diskografie (Auswahl)
Alben
- Bible Belt (2009)
- Speak a Little Louder (2013)
- Nous (2016)

Lieder
- Valentino (2010)